# Lilongwe
Lilongwe là thành phố ở miền trung Malawi, là thủ đô của quốc gia này và cũng là thủ phủ của Vùng miền Trung Lilongwe, bên bờ sông Lilongwe, gần biên giới với Mozambique và Zambia. Lilongwe có dân số 597.619 người (điều tra năm 2003), người. Thành phố này là một trung tâm thương mại cho khu vực trồng thuốc lá và lạc. Thành phố này được thành lập năm 1947, Lilongwe đã được chọn làm thủ đô của Malawi năm 1964, và các tòa nhà chính quyền đã bắt đầu xây dựng năm 1968.
Ngày 1 tháng 1 năm 1975, Lilongwe đã chính thức trở thành thủ đô Malawi, việc di chuyển  các cơ quan chính quyền từ Zomba và Blantyre đã được thực hiện cuối thập niên 1970.